# (1180) Rita
(1180) Rita es el asteroide número 1180 perteneciente al cinturón exterior de asteroides. Fue descubierto por el astrónomo Karl Wilhelm Reinmuth  desde el observatorio de Heidelberg, el 9 de abril de 1930. Su designación alternativa es 1931 GE. Se desconoce la razón del nombre.

## Características orbitales
Rita forma parte del grupo asteroidal de Hilda.